# Genmaicsa tea
A genmaicsa (玄米茶, ’barna rizses tea’) a japán neve annak a teának, amelyet zöld teából készítenek pörkölt rizsszemek hozzáadásával. Mivel a pörkölés során néhány rizsszem kipukkan, így némileg emlékeztet a pattogatott kukoricára, időnként „popcorn” teának is nevezik.
Korábban csak a szegények fogyasztották, mivel a rizs hozzáadásával a tea olcsóbb lett, ma azonban már a társadalom minden rétegében kedvelt. A tea alapjaként főleg bancsát használnak.

## Elkészítése
Más zöld teákhoz hasonlóan felforralt, majd körülbelül 80°C-ra visszahűtött vízben 2-3 percig áztatják.